# Mikołaj Kępski
Mikołaj Kępski (Kempski) herbu Jastrzębiec (zm. przed 9 września 1725 roku) – kasztelan raciąski w latach 1697-1720,  chorąży płocki w 1689 roku, stolnik dobrzyński w latach 1683-1689, miecznik płocki w 1683 roku.
Poseł sejmiku dobrzyńskiego na sejm 1683 roku. Po zerwanym sejmie konwokacyjnym 1696 roku przystąpił 28 września 1696 roku do konfederacji generalnej. Był marszałkiem konfederacji województwa płockiego w konfederacji warszawskiej 1704 roku.